# Kenfield Mike
Kenfield K.Mike (ur. 1999) – mikronezyjski zapaśnik walczący w obu stylach. Zdobył trzy medale igrzysk mikronezyjskich, w 2018 i 2024, a także dwa brązowe medale mistrzostw Oceanii w 2019 roku. 